# Kurt Fiedler (Grafiker)

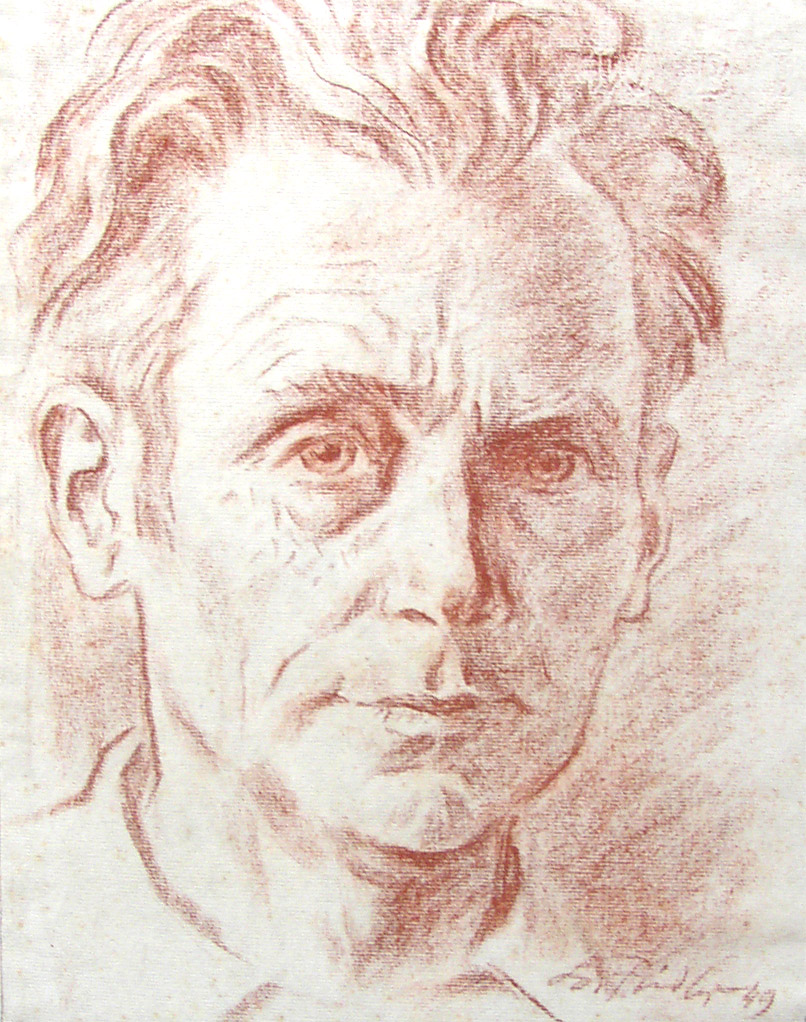
Kurt Fiedler

Friedrich Kurt Fiedler (* 8. März 1894 in Eichbusch; † 11. November 1950 in Dresden) war ein deutscher Grafiker.
Kurt Fiedler stand von früher Jugend an der Lebensreformbewegung aufgeschlossen gegenüber und hatte vielfältige Verbindungen zu Werkbund, Kunstwart und Dürerbund. Während der Weimarer Republik machte er sich einen Namen als Reklamekünstler und Illustrator. In den Nachkriegsjahren gehörte er in Ostdeutschland zu den bekanntesten Plakatgestaltern.

## Leben

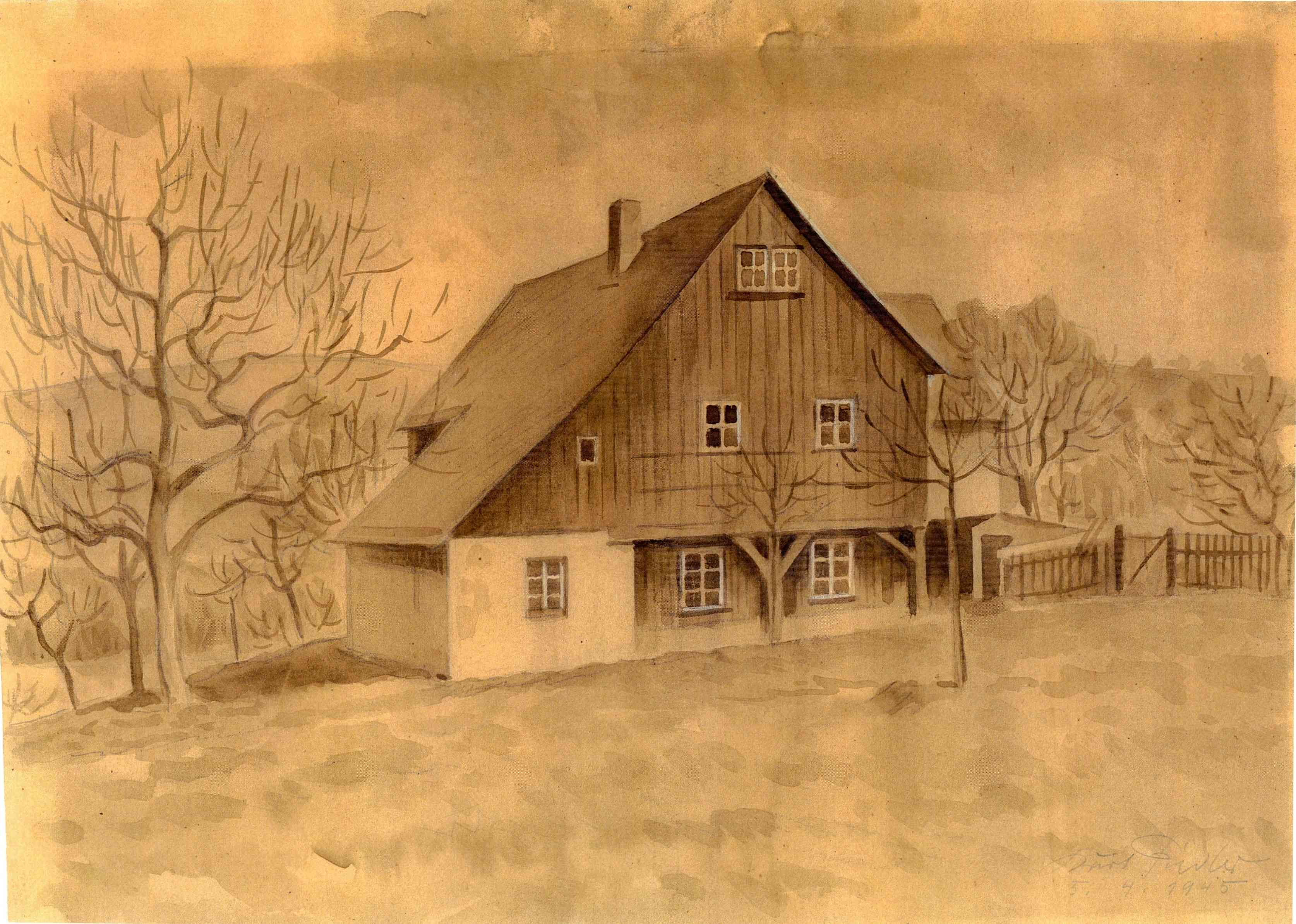
Geburtshaus in Eichbusch

### Kindheit und Jugend
Kurt Fiedler wurde in der Gemeinde Eichbusch bei Dresden als Sohn des Zimmererpoliers Friedrich Emil Fiedler und dessen Frau Augusta Emilie Nitzschner geboren. Als sie ein Lehrer auf das Talent des Sohnes aufmerksam machte, ermöglichten sie ihm trotz geringer finanzieller Mittel nach dem Abschluss der Volksschule eine künstlerische Ausbildung.
Um 1910 besuchte Kurt Fiedler gemeinsam mit Hermann Glöckner und dem späteren Architekten Edmund Schuchardt die Abendschule an der Kunstgewerbeschule Dresden. Hier wurden Studenten aus einfachen Verhältnissen gefördert. Sie erhielten im Sinne des Deutschen Werkbundes eine Ausbildung in ästhetischer Produktgestaltung. Fiedler und Glöckner besuchten die Klasse Aktzeichnen bei Carl Rade. Von 1911 bis 1915 studierte Kurt Fiedler an der Kunstgewerbeschule als Förderstipendiat eines privaten Mäzens und Meisterschüler bei Richard Guhr und Josef Goller.

### Erster Weltkrieg und Weimarer Republik
Im Ersten Weltkrieg wurde Fiedler zunächst als Frontsoldat in Frankreich eingesetzt. Er eignete sich Französisch im Selbststudium an und diente als Dolmetscher.

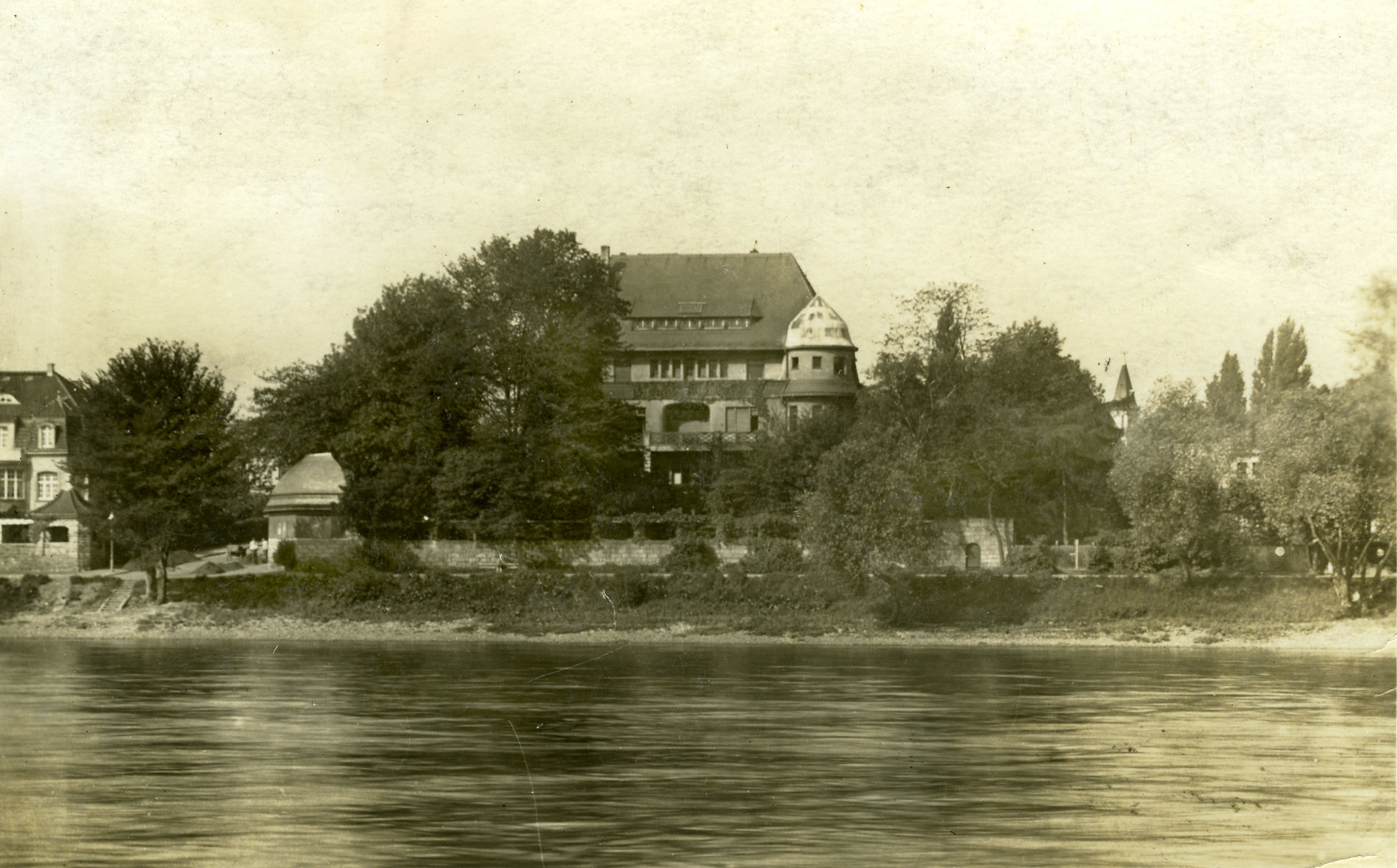
Dürerbundhaus in Blasewitz

Nach 1920 zog er mit seiner jungen Familie nach Dresden-Blasewitz in eine Wohnung im Dürerbundhaus. Hier befanden sich nicht nur Diensträume von Kunstwart und Dürerbund, sondern auch die Bibliothek des Dürerbund-Gründers Ferdinand Avenarius und hier wurde um 1925 der später bekannt gewordene Falken-Verlag gegründet. Kurt Fiedler war außerdem Mitglied im Bund der Deutschen Gebrauchsgraphiker. Mit dem Vorsitzenden der Dresdner Ortsgruppe, Bruno Gimpel, blieb er auch nach der nationalsozialistischen „Machtergreifung“ persönlich verbunden.

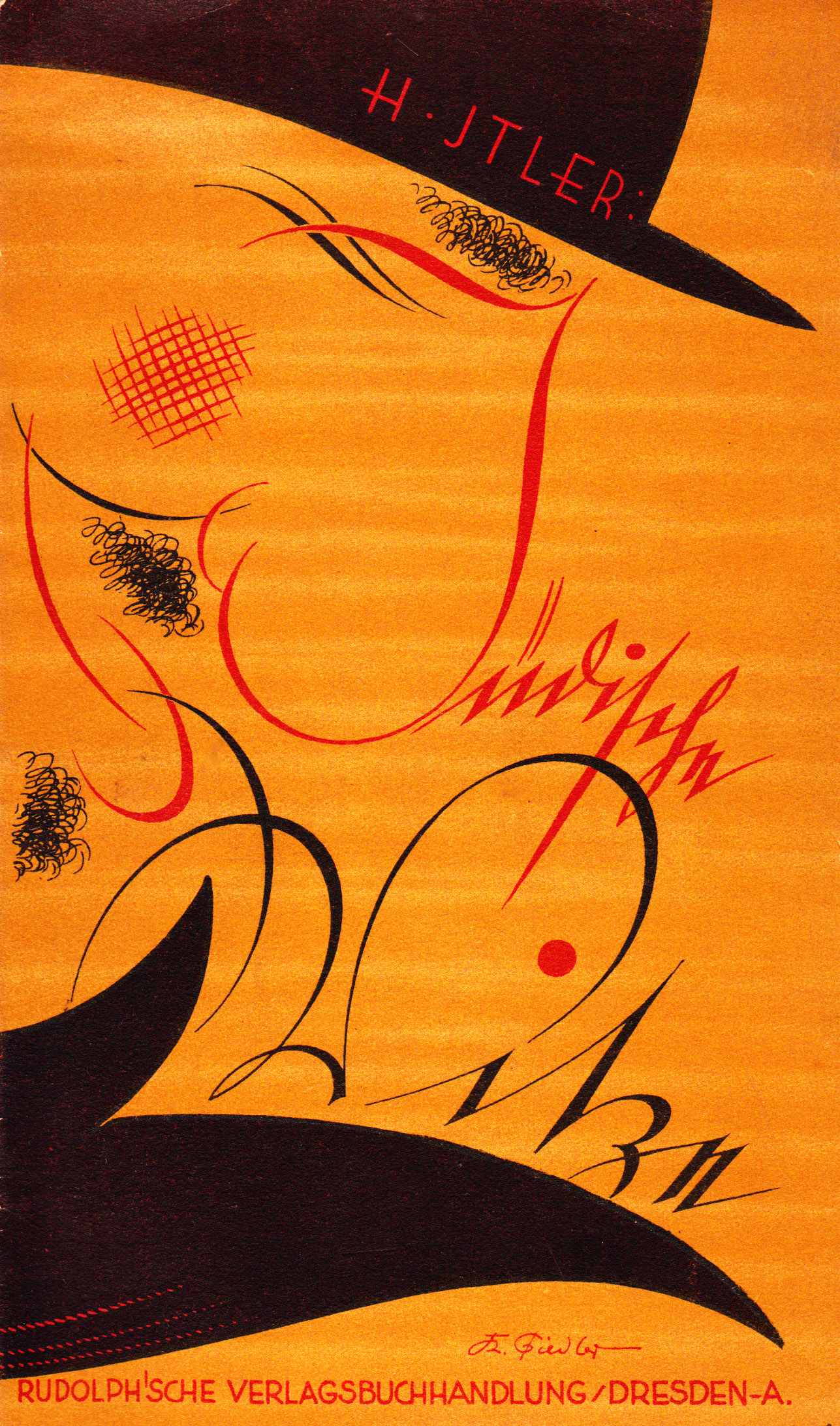
Die Rudolph’sche Verlagsbuchhandlung ironisierte mit dem Pseudonym des Autors den späteren Nazidiktator (1927).

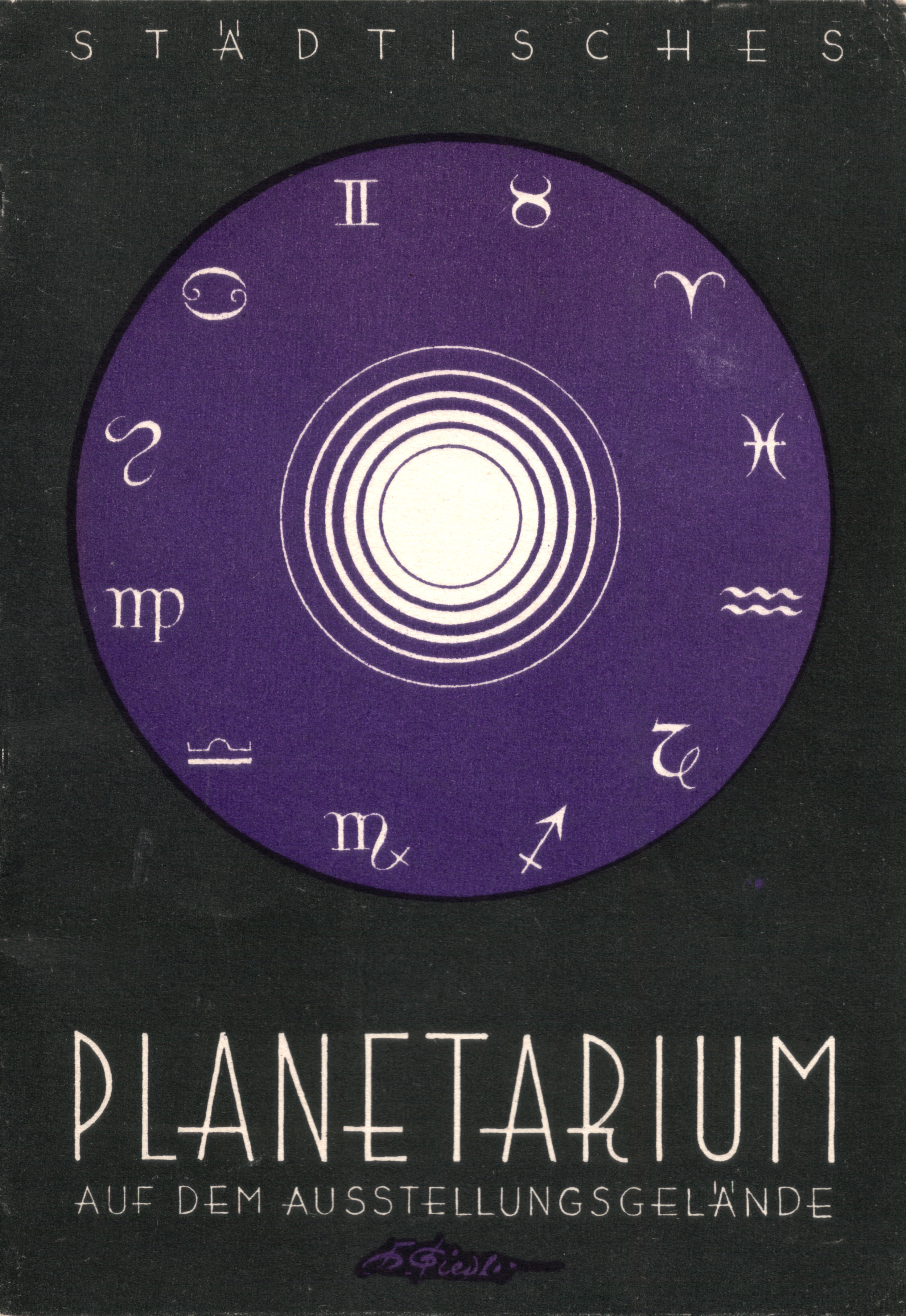
Buchtitel für das Dresdner Planetarium

In dieser Umgebung hatte Kurt Fiedler viele anregende Kontakte und es gelang ihm schnell, sich einen Namen zu machen. 1. Schriftführer des Dürerbundes und gleichzeitig Redakteur des SPD-Blattes Dresdner Volkszeitung war Wolfgang Schumann. Von Fiedler stammte der Entwurf für den Kopf dieser Zeitung. Für den Dürerbund und den Callwey Verlag illustrierte er das Sternbilder-Buch von Hermann Häfker, für das Dresdner Planetarium Buchtitel und ab 1926 gestaltete er etwa 100 Titel der Fahrten und Abenteuer sowie die Reihe Mit Sarrasani in Südamerika von Hans Stosch-Sarrasani senior. Beim Dresdner Verlag Rudolph erschienen viele Bücher für den Massenbedarf zu Unterhaltungs- und Ratgeberthemen mit Grafiken von Kurt Fiedler, darunter mehrere Bände der erfolgreichen Talisman-Bücherei. Die Reihe wurde von Harry Winfield Bondegger herausgegeben und verstand sich der Neugeist-Bewegung verpflichtet. Nur noch wenige Exemplare sind von den Jüdischen Witze erhalten, das in zwei Auflagen bis 1930 erschien. Ein unbekannter Autor bediente sich satirisch des Pseudonyms H. Itler.
Während der 1920er Jahre war Kurt Fiedler ein gesuchter Plakatgestalter. Wichtige Aufträge erhielt er von der Stiftung des Justus Friedrich Güntz, darunter zum 43. Bundesfest Bund Deutscher Radfahrer und Grosse Jubiläumsausgabe Dresdner Anzeiger (1930). Für ein Plakat zum Weltreklamekongress 1929 in Berlin wurde Kurt Fiedler mit einem Preis ausgezeichnet. Zu seinen wichtigsten Auftraggebern als Werbegrafiker zählte die Tourismuswirtschaft. Nach 1930 entstanden auch einige bekannte Zeichnungen.

### Nationalsozialismus

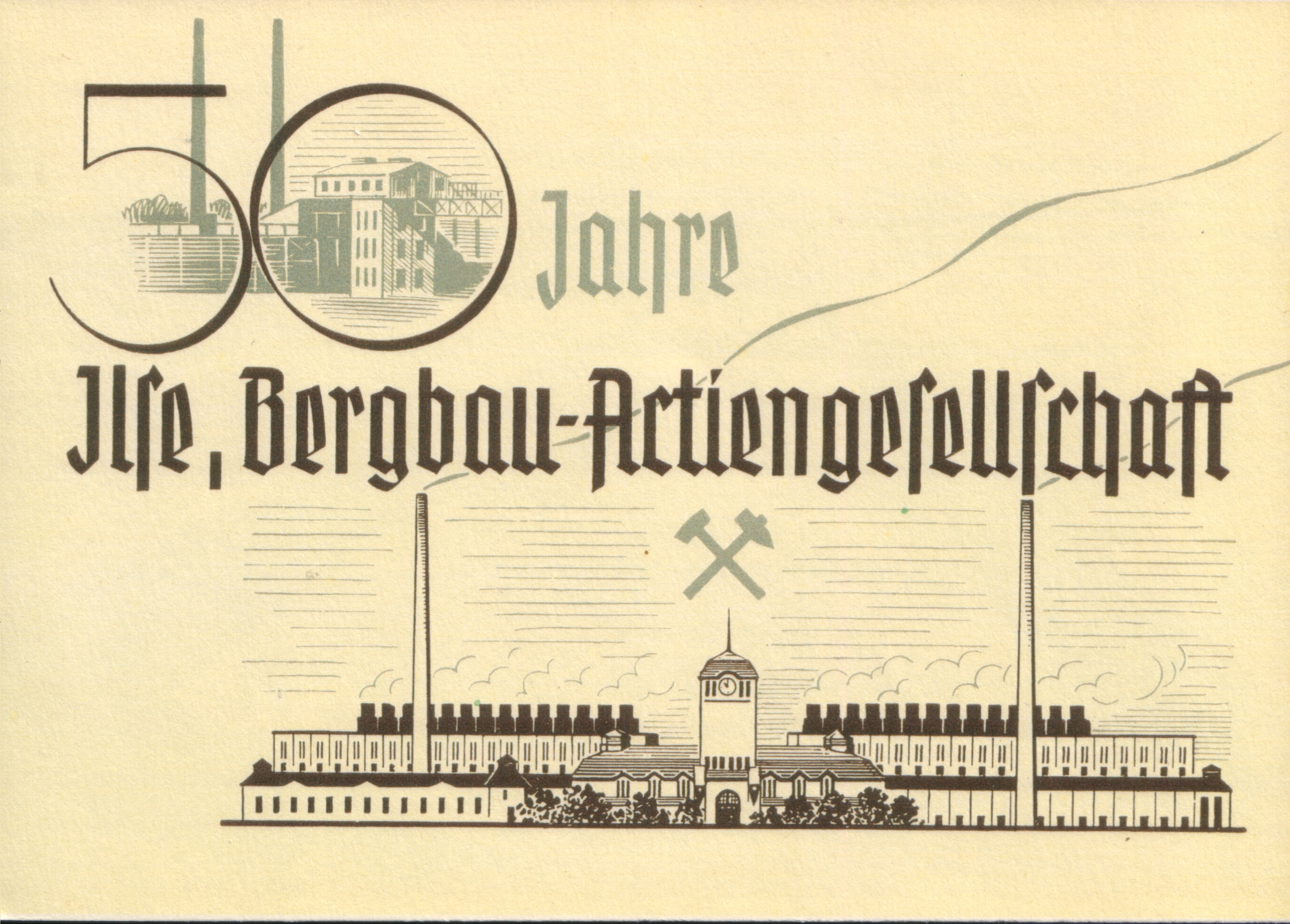
Werbegrafik zum Jubiläum der Ilse Bergbau AG

Nach einer kurzen Unterbrechung um 1930 war Kurt Fiedler mit seiner Familie wieder in das Dürerbundhaus zurückgekehrt, wo sie sich mit dem Schwager Edmund Schuchardt und dessen jüdischer Ehefrau Fanny eine Etage teilten. (Die Etage war zuvor von Else Avenarius bewohnt worden, der Witwe von Ferdinand Avenarius und Tochter von Rudolf Doehn.) Nach der „Machtergreifung“ durch die Nationalsozialisten 1933 fand bei dem als aktives SPD-Mitglied bekannten Kurt Fiedler bald eine Hausdurchsuchung statt. Er blieb auch in den Folgejahren auf Distanz zum neuen Regime. Als die Nazis 1937 ihre Propagandaausstellung Entartete Kunst durchführten, fuhr er stattdessen mit Unterstützung von B.G. Teubner nach Paris zur Weltausstellung im Palais de Chaillot. Für die Ilse Bergbau AG und Christoph & Unmack schuf er Werbegrafiken anlässlich von Firmenjubiläen.
Im Zweiten Weltkrieg wurde Kurt Fiedler als Dolmetscher in einer Kompanie französischer Kriegsgefangener eingesetzt. Sie mussten ab September 1940 in Zeithain ein Kriegsgefangenenlager errichten und wurden später nach Niedergeorgenthal verlegt. Wegen Protesten von Kurt Fiedler gegen die unmenschlichen Lagerbedingungen wurde seine Familie bedroht. Die Erfahrungen dieser Zeit prägten seine politische Einstellung nachhaltig. Nach seiner Ausmusterung 1942 arbeitete er an der TH Dresden als Technischer Zeichner.
Das Dürerbundhaus wurde bei den Luftangriffen auf Dresden am 13. Februar 1945 zerstört. Fanny Schuchardt blieb der für den 16. Februar angesetzte Transport ins KZ erspart. Bis zum Kriegsende hielt sie sich versteckt mithilfe von Papieren, die Kurt Fiedler für die Schwägerin gefälscht hatte, und überlebte so als Jüdin in Dresden den Holocaust.

### Nachkriegszeit
Nach der Zerstörung Dresdens fand Kurt Fiedler mit seiner Familie Aufnahme bei seinem Bruder Martin Fiedler in Eichbusch. Er engagierte sich als Vorsteher der Gemeindeverordneten von Rockau und wirkte im Vorstand des Verbands bildender Künstler im Kulturbund in Dresden. Als künstlerischer Mitarbeiter der Landesleitung Sachsen der SED war er formell dem aus der KPD stammenden Wilhelm Schubert, später Nationalpreisträger der DDR, gleichgestellt. Sein Sohn Frank wurde Lehrer und ein bekannter Heimatforscher.
Fiedler war 1945/1946 auf der Ausstellung „Freie Künstler. Ausstellung Nr. 1“ in der Kunstakademie Dresden mit einer Kreidezeichnung („Vater Schuchardt“) vertreten. Kurt Fiedler wird zu den wichtigsten Gestaltern politischer Plakate der Nachkriegsjahre gezählt. Viele Werke dieser Zeit, darunter ein Plakat für den DEFA-Dokumentarfilm Junkerland in Bauernhand (1947) des Regisseurs Joop Huisken, befinden sich heute im Deutschen Historischen Museum, in der Akademie der Künste (Berlin), im Bundesarchiv, im Stadtgeschichtlichen Museum Leipzig sowie im Stadtmuseum Bautzen. Junkerland in Bauernhand wird außerdem in einer Dauerausstellung im Haus der Geschichte in Bonn gezeigt.

## Eine historische Besonderheit
Der Dresdner Kurt Fiedler ist in der Vergangenheit wiederholt mit dem Impressionisten Kurt Fiedler (* 19. November 1878 in Berlin) verwechselt worden. Dabei wurden Werke und Lebensdaten von Friedrich Kurt Fiedler auf den Berliner Kurt Fiedler „übertragen“. Dieser Fehler geht auf Dresslers Kunsthandbuch zurück, das die Adresse der Familie von Friedrich Kurt Fiedler um 1930 in Dresden-Gruna falsch zuordnete. Der Berliner Kurt Fiedler wohnte von 1908 bis mindestens 1943 in der Bülowstraße 20. Dresslers Fehler fand seine Fortsetzung im Allgemeinen Lexikon der bildenden Künstler des 20. Jahrhunderts.

## Nachlass
Ein Teilnachlass befindet sich im Stadtarchiv Dresden (Sammlung 17.6.3.5: 79 Akten; Zeichnungen, Werbegrafiken, politische Plakate, Buchtitelgestaltungen, Zeitungswerbung).